# Frances Leighton
Frances Leighton (30 de março de 1982) é uma jogadora de polo aquático britânica.

## Carreira
Frances Leighton em Londres 2012 integrou a Seleção Britânica de Polo Aquático Feminino que ficou em 8º lugar.